# NAD+ sintasa (glutamina hidrolizante)
La NAD+
 sintasa (glutamina hidrolizante) (EC 6.3.5.1) es una enzima que produce NAD+
 a partir de nicotinato adenina dinucleótido (deamido-NAD+
), y glutamina; la reacción química catalizada es la siguiente:
Por lo tanto los cuatro sustratos de esta clase de enzimas son:
- ATP
- Nicotinato adenina dinucleótido (deamido-NAD+
)
- L-glutamina
- H
2O

Mientras que los cuatro productos son:
- AMP
- Difosfato
- NAD+
- L-glutamato

## Clasificación
Esta enzima pertenece a la familia de las ligasas, concretamente a aquellas que forman enlaces entre carbono y nitrógeno con glutamina como donante N-amido.

## Nomenclatura
El nombre sistemático de esta clase de enzimas es deamido-NAD+:L-glutamina amido-ligasa (formadora de ATP). Otros nombres de uso común pueden ser, NAD+ sintetasa (glutamina-hydrolizante), nicotinamida adenina dinucleótido sintetasa (glutamina), desamidonicotinamida adenina dinucleótido amidotransferasa, y DPN sintetasa.

## Papel biológico
Esta enzima participa en el metabolismo del glutamato y del par nicotinato/nicotinamida.  

## Estudios estructurales
Hasta el año 2007 se habían resuelto siete estructuras para esta clase de enzimas, las cuales poseen los códigos de acceso a PDB 1EE1, 1FYD, 1IFX, 1IH8, 1KQP, 1NSY, y 2NSY.